# 铜冶镇 (安阳县)
铜冶镇，是中华人民共和国河南省安陽市安阳县下辖的一个乡镇级行政单位。

## 行政区划
铜冶镇下辖以下地区：
南铜冶村、北庄村、角岭村、石堂村、南街村、前街村、后街村、富家沟村、李村、北马村、南马村、南鲁仙村、西鲁仙村、湾漳河村、上蔡村、下蔡村、李家岗村、南庄村、官司村、东街村、化炉村、辛庄村、东积善村、西积善村、南西炉村和北西炉村。